# جوشوا غلين كارسون
جوشوا غلين كارسون (3 يونيو 1993 ببيليمينا في المملكة المتحدة - ) (بالإنجليزية: Josh Carson)‏ هو لاعب كرة قدم بريطاني في مركز جناح. شارك مع منتخب أيرلندا الشمالية تحت 16 سنة لكرة القدم ومنتخب أيرلندا الشمالية تحت 17 سنة لكرة القدم ومنتخب أيرلندا الشمالية تحت 19 سنة لكرة القدم ومنتخب أيرلندا الشمالية تحت 21 سنة لكرة القدم ومنتخب أيرلندا الشمالية لكرة القدم. أما مع النوادي، فقد لعب مع إيبسويتش تاون ونادي يورك سيتي.

## وصلات خارجية
- جوشوا غلين كارسون على موقع الاتحاد الأوربي (الإنجليزية)
- جوشوا غلين كارسون على موقع قاعدة بيانات كرة القدم.إي يو (الإنجليزية)
- جوشوا غلين كارسون على موقع ناشيونال فوتبول تيمز (الإنجليزية)
- جوشوا غلين كارسون على موقع Soccerbase.com (لاعب) (الإنجليزية)
- جوشوا غلين كارسون على موقع Soccerway.com (الإنجليزية)